# Wapen van Leusden

Het wapen van de gemeente Leusden (sinds 1969)

Het wapen van Leusden is het gemeentelijke wapen van de Utrechtse gemeente Leusden. Het wapen werd op 10 mei 1951 door de Hoge Raad van Adel aan de toenmalige gemeente toegekend. In 1969 werd het wapen na een fusie met de gemeente Stoutenburg gewijzigd.

## Geschiedenis

Het heerlijkheidswapen uit 1705, bevestigd in 1818

De kwartieren van het wapen hebben de volgende herkomst:
- De plompebladeren in het eerste kwartier zijn het wapen van de ambachtsheerlijkheid Leusden, dat op op 30 september 1818 in gebruik door de heerlijkheid werd bevestigd. Het wapen wordt voor het eerst vermeld op een kaart van het College van de Slaperdijk uit 1705 en was ook opgenomen in het wapen van dit waterschap.
- De zes lelies in het tweede kwartier zijn van Wouter van Stoutenburg. Wouter van Amersfoort heeft zijn naam veranderd naar van Stoutenburg toen hij dit landgoed in bezit kreeg. Bij de gemeentelijke herindeling van 1969 werd Stoutenburg bij de gemeente Leusden gevoegd. Omdat het sprekende wapen van de gemeente Stoutenburg met een gouden burcht op een blauwe achtergrond geen historische grondslag bevatte, heeft de Hoge Raad van Adel geadviseerd om dit veel oudere wapen van Wouter van Stoutenburg te gebruiken.
- Het zilveren kruis in het rode veld in het derde kwartier is het wapen van het Sticht Utrecht. Na schenking door Karel de Grote van landgoed Lisiduna aan de St.Maartenskerk in Utrecht in 777 behoorde de ambachtsheerlijkheid Leusden tot het Sticht Utrecht.
- Het groot uitgeschulpte schuinkruis in het vierde kwartier is het wapen van de ridderhofstad Lockhorst, waarvan de eerste heer in 1200 werd vermeld.

## Blazoenen

### Blazoen uit 1951
De beschrijving luidde als volgt:
Gevierendeeld : I en IV in keel een kruis van zilver, II in goud een uitgestulpt St.Andrieskruis van sabel, III in goud 3 kruikebladeren van sinopel, staande 2 en 1. Het schild gedekt met een gouden kroon van 3 bladeren en 2 paarlen.

Wapen van 1951

N.B.: de heraldische kleuren zijn keel (rood), zilver (wit), goud (geel), sabel (zwart) en sinopel (groen).

### Blazoen uit 1969
De beschrijving van het wapen dat op 12 mei 1969 werd toegekend, luidt:
Gevierendeeld : I in goud 3 gesteelde plompebladeren van sinopel, II in zilver 6 lelies van keel, geplaatst 3,2 en 1, III in keel een kruis van zilver, IV in goud een groot-uitgeschulpt schuinkruis van sabel. Het schild gedekt met een gouden kroon van 3 bladeren en 2 paarlen.

## Verwante wapens
De volgende wapens zijn verwant aan dat van Leusden:

Wapen van Sticht Utrecht
Wapen van Hoogland
Wapen van Sliedrecht
Wapen van het College ter directie van den Slaperdijk
Wapen van Hoevelaken